# Rondeel (vesting)

Op de illustratie een: bastei (1), bolwerk (2) en het rondeel (3)

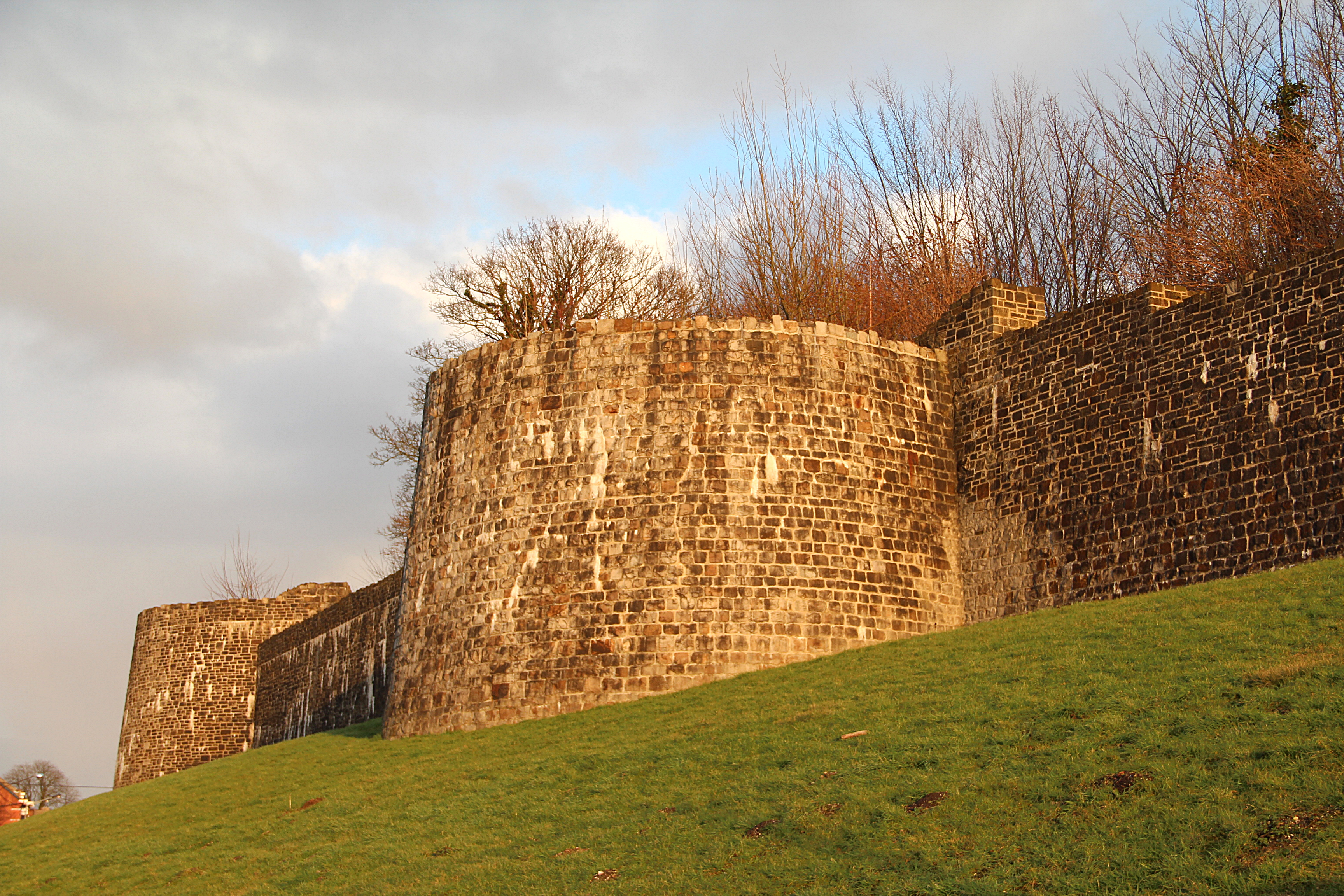
Rondeel uit de 14e eeuw in de verdedigingsmuur van Binche (België)

Een rondeel is een halfrond bolwerk met dezelfde hoogte als de aanliggende muren en van bijzondere sterkte die het mogelijk maakte zwaar geschut te plaatsen. Vanaf het rondeel kan flankerend vuur worden gegeven. 
Het rondeel maakt, evenals het bolwerk en de bastei, deel uit van de verdedigingswal van een vesting.
Het rondeel is even hoog als de stadsmuur met ruimte om bovenop enkele kanonnen te plaatsen. In veel gevallen is het een tot walganghoogte afgebroken waltoren. Soms, zoals bij het rondeel 'De Vijf Koppen' in Maastricht, is het een speciaal gebouwd werk. Een rondeel kan beschikken over een of meer kazematten.
Een rondeel bij een poort of brug wordt ook wel een barbacane of bruggeschans genoemd.